# Grande plaine de Chine du Nord

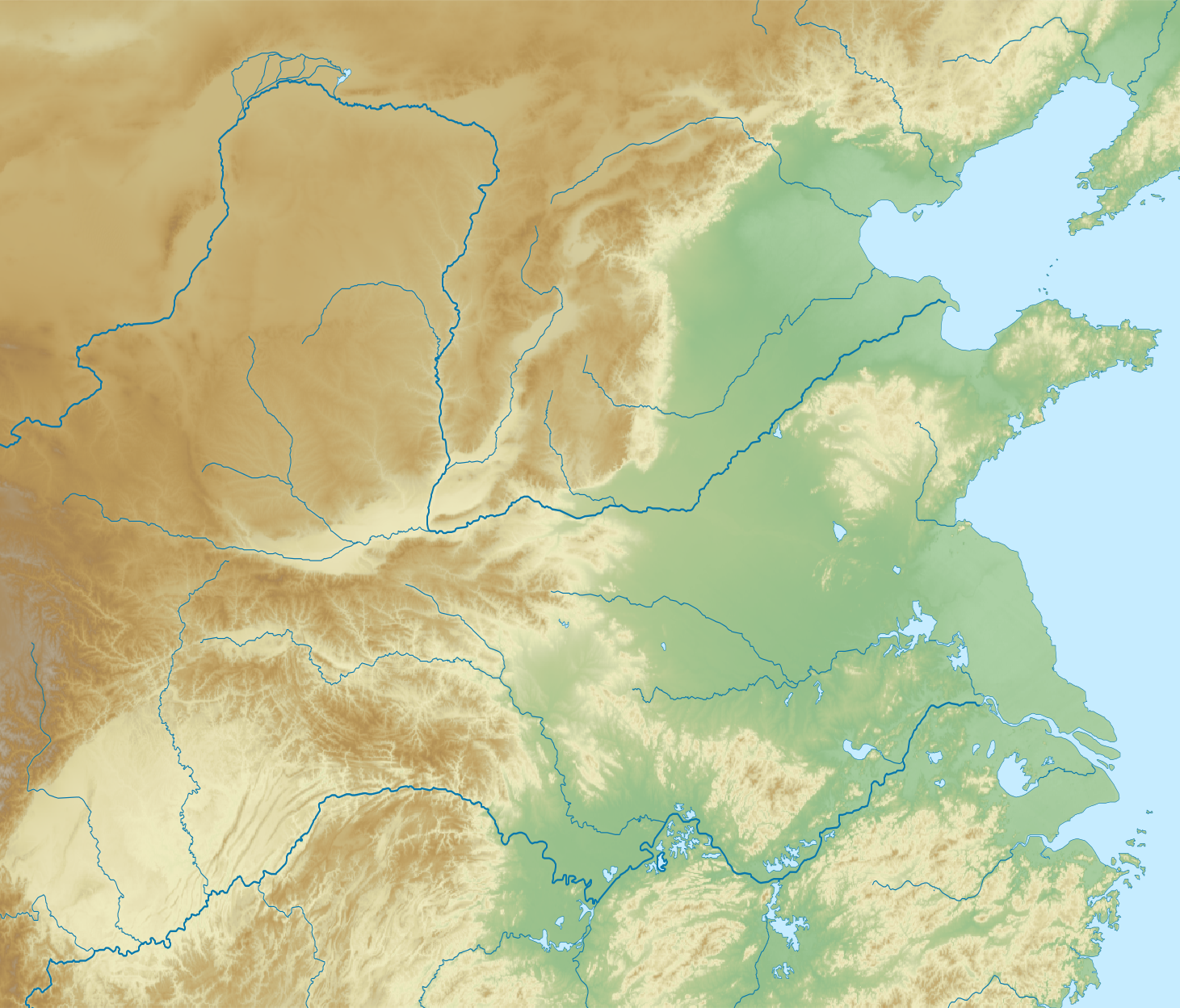
Relief de la grande plaine de Chine du Nord encadrée au nord, à l'ouest et au sud par un ensemble de montagnes et de plateaux.

La grande plaine de Chine du Nord ou grande plaine du Nord de la Chine, (en mandarin : 华北平原, huáběi píngyuán) est une plaine délimitée approximativement par la mer Jaune à l'est, le Yangzi Jiang au sud, les monts Yan au nord (près de Pékin) et les monts Taihang à l'ouest. La plaine est en grande partie constitué des alluvions du fleuve Jaune. Cette plaine a une superficie d'environ 400 000 km2.
Elle est le berceau de la civilisation chinoise.